# Liste der Biografien/Smr
Liste der Biografien |
Portal Biografien |
Personensuche
# |
A |
B |
C |
D |
E |
F |
G |
H |
I |
J |
K |
L |
M |
N |
O |
P |
Q |
R |
S |
T |
U |
V |
W |
X |
Y |
Z |
?
 
Sa |
Sb |
Sc |
Sd |
Se |
Sf |
Sg |
Sh |
Si |
Sj |
Sk |
Sl |
Sm |
Sn |
So |
Sp |
Sq |
Sr |
Ss |
St |
Su |
Sv |
Sw |
Sy |
Sz
 
Sma |
Smb |
Sme |
Smi |
Smj |
Smo |
Smr |
Smu |
Smy
Die Liste der Biografien führt alle Personen auf, die in der deutschsprachigen Wikipedia einen Artikel haben. Dieses ist eine Teilliste mit 11 Einträgen von Personen, deren Namen mit den Buchstaben „Smr“ beginnt.

## Smr

### Smrc
- Smrcka, Armand (* 2002), österreichischer Fußballspieler

### Smre
- Smrek, Ján (1898–1982), slowakischer Schriftsteller und Herausgeber
- Smrek, Marián (* 1987), slowakischer Badmintonspieler
- Smrek, Mike (* 1962), kanadischer Basketballspieler
- Smrek, Peter (* 1979), slowakischer Eishockeyspieler
- Smrekar, Andreja (* 1967), jugoslawische Skilangläuferin
- Smrekar, Hinko (1883–1942), slowenischer Maler, Zeichner, Karikaturist, Grafiker und Illustrator
- Smreker, Oskar (1854–1935), österreichischer Bauingenieur

### Smrk
- Šmrković, Belma (* 1990), serbische Skilangläuferin
- Šmrković, Rejhan (* 1991), serbischer Skilangläufer
- Smrkovský, Josef (1911–1974), tschechischer Politiker; tschechoslowakischer Parlamentspräsident während des Prager Frühlings